# Culex carolinensis
Culex carolinensis är en tvåvingeart som beskrevs av Richard Mitchell Bohart och Ingram 1946. Culex carolinensis ingår i släktet Culex och familjen stickmyggor. Inga underarter finns listade i Catalogue of Life.